# Soulom
Soulom település Franciaországban, Hautes-Pyrénées megyében. Lakosainak száma 289 fő (2022. január 1.). Soulom Pierrefitte-Nestalas, Cauterets, Uz és Villelongue községekkel határos.

## Népesség
A település népessége az elmúlt években az alábbi módon változott:
| Lakosok száma | 247  | 260  | 265  | 256  | 265  | 274  | 283  | 286  | 289  |
|               | 2013 | 2015 | 2016 | 2017 | 2018 | 2019 | 2020 | 2021 | 2022 |